# Atarba werneri
Atarba werneri är en tvåvingeart som beskrevs av Alexander 1949. Atarba werneri ingår i släktet Atarba och familjen småharkrankar. Inga underarter finns listade i Catalogue of Life.